# Physikalische Zeitschrift der Sowjetunion
Physikalische Zeitschrift der Sowjetunion (с нем. — «Физический журнал Советского Союза») — первый советский рецензируемый научный журнал на иностранных языках, издававшийся в Харькове и Москве с 1932 по 1938 год.  
Журнал был организован по предложению заместителя директора института УФТИ А. И. Лейпунского и Д. Д. Иваненко, первого заведующего теоретическим отделом. Значительную роль в организации журнала сыграл один из приехавших из Германии физиков -  А. С. Вайсберг. Он имел уже некоторый опыт издательской деятельности и помог наладить выпуск и распространение нового журнала. После преодоления трудностей, связанных с заказом шрифтов в Ленинграде и другими, новый физический журнал Советского Союза был подписан Иваненко к выпуску в Харькове весной 1932 года. 
Главным редактором нового журнала был А. И. Лейпунский, а Л. В. Розенкевич и А. С. Вайсберг - два дополнительных редактора. Председателем редколлегии был А. Ф. Иоффе, а в состав редколлегии входили: Я. И. Френкель, А. Н. Фрумкин, Б. М. Гессен, А. И. Лейпунский, Л. И. Мандельштам, И. В. Обреимов, Д. С. Рождественский, Б. С. Швецов, Н. Н. Семёнов, А. А. Чернышёв и С. И. Вавилов. 
Physikalische Zeitschrift der Sowjetunion был одним из первых послереволюционных журналов, выходивших на немецком, английском и французском языках, что сделало его весьма популярным среди учёных, стремившихся заявить свой приоритет в мировой науке. Высокий уровень журнала поддерживала весьма сложная процедура утверждения всех без исключения публикуемых материалов, включавшая обсуждение работы на внутреннем семинаре отдела, а затем доклад на учёном совете УФТИ. Пройти все этапы было непросто, так как в учёный совет входили все ведущие научные сотрудники института, заседавшие два раза в месяц и достаточно придирчиво рассматривавшие все рукописи, по которым, кроме докладчика, выступал ещё и официальный оппонент, назначавшийся из основных сотрудников УФТИ. Жёны учёных-иностранцев, работавших в УФТИ, Шарлотта Хоутерманс и Барбара Руэманн (англ. Barbara Ruhemann), принимали участие в переводе статей советских физиков на иностранные языки. 
В журнале опубликованы многие значимые работы советских физиков, в том числе теория фазовых переходов Ландау. Активно печатались: П. Л. Капица, И. Е. Тамм, В. Л. Гинзбург, Я. И. Френкель, М. П. Бронштейн, Г. А. Гамов, Г. С. Ландсберг, Л. И. Мандельштам, В. А. Фок, Б. Я. Подольский, И. В. Курчатов, И. К. Кикоин, Л. А. Арцимович, А. И. Ахиезер, И. Я. Померанчук, Е. М. Лифшиц, Ю. Б. Румер, Д. И. Блохинцев, С. М. Рытов, В. К. Фредерикс, А. Ф. Вальтер, А. Н. Колмогоров, Л. С. Понтрягин, М. А. Леонтович, С. В. Вонсовский, А. Н. Теренин, В. А. Фабрикант, А. В. Степанов, А. А. Соколов, С. З. Рогинский, Н. А. Фукс, Е. Л. Фейнберг, Е. И. Кондорский, Л. В. Шубников, В. С. Горский и др. Публиковались и зарубежные авторы, в частности Поль Дирак, Феликс Блох, Ганс Гельман, Натан Розен, Эдвард Теллер, Георг Плачек, Кристиан Мёллер, Мартин Руэман, Фридрих Хоутерманс, Герберт Фрёлих, Леви Тонкс, Вернер Ромберг, Жак Эррера, Эдвард Хилл и др. 
Выходило по два тома (Band) в год, до 6 выпусков (Heft) в томе. В 10-м томе (1936 год) был специальный (без номера) выпуск, посвященный работам в области низких температур (Sondernummer Juni: Arbeiten auf dem gebiete tiefer Temperaturen). Тираж составлял 6.5 тыс. экземпляров, выпуски рассылались бесплатно по адресам Z. Physik. Журнал был закрыт практически сразу после того, как группа харьковских физиков (А. С. Вайсберг, Д. Д. Иваненко, А. И. Лейпунский, Л. В. Розенкевич и др.), входивших в редакцию журнала, была репрессирована (см. Дело УФТИ). В 1938 году вышел только один, 13-й том с двумя выпусками. С 1939 года в Москве на английском языке издавался Journal of Physics USSR (ред. С. И. Вавилов), закрытый в 1947 году под предлогом борьбы с космополитизмом.